# Stop Huntingdon Animal Cruelty
Stop Huntingdon Animal Cruelty (SHAC, auf Deutsch etwa: Stoppt Huntingdons Grausamkeit gegen Tiere) ist eine internationale Kampagne aus dem Umfeld der Tierrechtsbewegung, deren Ziel die Schließung von Huntingdon Life Sciences (HLS), des größten europäischen Tierversuchsunternehmen mit Labors in Huntingdon und Occold in Großbritannien und East Millstone in New Jersey in den USA ist.
Die Organisation wird von der britischen Presse als militante Zelle bezeichnet, in den USA wird sie dem Ökoterrorismus zugeordnet. In beiden Ländern wurden in der Vergangenheit Aktivisten aufgrund von Straftaten, die sie im Rahmen der Kampagne begangen haben, verurteilt.
Weitere Gruppierungen existieren nach Angaben der Website unter anderem in Frankreich, den Niederlanden, Deutschland, Italien und der Schweiz.

## Hintergrund
HLS testet als international tätiges Forschungslabor Produkte wie Haushaltsreiniger, Pestizide und Lebensmittelzusatzstoffe an rund 75.000 Tieren aller Art pro Jahr. Das Unternehmen ist seit dem Jahr 1989 mehrfach Gegenstand von verdeckten Recherchen gewesen. 1997 veröffentlichte Zoe Broughton für den britischen Fernsehsender Channel Four Bilder, die zeigten, wie HLS-Mitarbeiter Hundewelpen schüttelten und schlugen. Ihre Reportage über die Lebensverhältnisse der Versuchstiere im HLS-Labor löste eine öffentliche Empörung aus, durch die sich auch Aktionäre und Kunden vom Unternehmen distanzierten und es dadurch in finanzielle Bedrängnis brachten.
Im Jahr darauf filmte Michelle Rokke für die Organisation PETA heimlich bei der Vivisektion eines Affen bei HLS in New Jersey. Auf ihrem Video bringt ein Techniker die Befürchtung zum Ausdruck, der Affe sei nicht ausreichend anästhesiert. HLS wurde daraufhin mit einer Strafe von 50.000 US-Dollar für 28 mutmaßliche Verstöße gegen das Tierschutzgesetz belegt.
Zu den Gründern von SHAC gehören unter anderem die britischen Tierrechtsaktivisten Greg Avery und Heather James, die sich bereits zuvor gegen Tierversuche engagiert hatten. Sie starteten die Initiative, nachdem sie im britischen Fernsehen den von PETA veröffentlichten Film aus den Labors von HLS gesehen hatten. SHAC-USA wurde im Jahr 2004 von Kevin Jonas, einem Absolventen der Politikwissenschaft der Universität von Minnesota, gegründet, nachdem er zwei Jahre in Großbritannien mit Greg Avery zusammengearbeitet hatte.

## Kampagne
SHAC verfolgt einen dezentralen Ansatz und operiert ohne offizielle Führung, was den einzelnen Aktivisten erlaubt, im Rahmen direkter Aktionen autonom zu handeln. Allerdings beschrieb die Zeitung The Guardian Avery 2008 als faktischen Leiter der Kampagne und bezeichnet die Organisation als militante Zelle.
Die Aktionen reichen dabei von legalen Protesten bis zur illegalen Einschüchterung und Bedrohung von Mitarbeitern von HLS und deren Familien. Ebenfalls werden andere Personen und Unternehmen im Umfeld von HLS bedroht. So wurden z. B. die Angestellten eines Kindergartens vor die Wahl gestellt, keine Kinder von Angestellten der HLS zu betreuen; anderenfalls würde man ihr Leben und das ihrer Familien zur Hölle machen. Auch andere Geschäftspartner von HLS werden auf diese Weise als sekundäre bzw. tertiäre Ziele betrachtet. Die Organisation veröffentlicht die Namen, Privatadressen und Telefonnummern von Führungskräften und Angestellten von HLS und der Unternehmen, mit denen HLS Geschäftsbeziehungen unterhält und ruft dazu auf, diesen das eigene Missfallen über die Tierversuche von HLS kundzutun. Der SHAC-Website zufolge werden dort Namen und Adressen nur veröffentlicht, um Menschen Möglichkeiten zu Protesten innerhalb des gesetzlichen Rahmens aufzuzeigen.
Auszüge eines Dokuments, das mutmaßlich von SHAC stammt, geben Aktivisten jedoch Tipps zu Taktiken, um vor den Häusern von Zielpersonen zu protestieren. Diese Hinweise schließen das nächtliche Werfen von Schrillalarmen auf Dachrinnen, das Abschießen von Feuerwerk und das Bestellen von Taxis und Pizzas zu der jeweiligen Adresse ein. Die Aktionen im Rahmen der Kampagne reichen jedoch bis zum Zünden von Brandbomben in Häusern von Führungskräften von HLS-Kunden und -Investoren. Seit dem Beginn der Straftaten verringerten sich die Gewinne von HLS, der Aktienpreis sank und es fiel dem Unternehmen schwer, Finanz- und Geschäftspartner zu finden. Im Jahr 2000 gelangte SHAC in den Besitz einer Liste von HLS-Shareholdern, darunter anonyme Einzelpersonen und Unternehmen, die im Auftrag Dritter Anteile gekauft hatten. Auf der Liste befanden sich auch die britische Labour Party, Rover Automobile und der London Borough of Camden. Die Liste wurde an die Zeitung Sunday Telegraph weitergeleitet, worauf mehrere Eigner, darunter die Labour Partei, sich ihrer Anteile entledigten.

## Strafrechtliche Verfolgung

### SHAC 7 (USA)
Im Jahr 2009 wurden 13 SHAC-Aktivisten, darunter auch Avery, zu Haftstrafen zwischen 15 Monaten und sechs Jahren verurteilt. Ihnen wurde vorgeworfen, sich zur Erpressung verschworen zu haben oder HLS und seinen Zulieferern zu schaden.
Die Untersuchung, an der Mitglieder der Joint Terrorism Task Force beteiligt waren, beinhaltete die höchste Zahl von Genehmigungen für Telefonabhörungen und elektronische Überwachung in den USA im Jahr 2003. Dennoch konnten kaum kriminelle Handlungen mit den SHAC 7 in Verbindung gebracht werden. Die Anklage bezog sich stattdessen hauptsächlich auf die Webseite der Gruppe.
Im März 2006 befand ein Bundesgericht in Trenton, New Jersey, sechs Mitglieder für schuldig, auf ihrer Webseite zu Angriffen auf Geschäftspartner von HLS anzustiften. Ursprünglich waren sieben Aktivisten (die SHAC 7) angeklagt: Kevin Jonas (ehemals Leiter von SHAC USA), Lauren Gazzola, Jacob Conroy, Joshua Harper, Andrew Stepanian, Darius Fullmer und John McGee. Die Anklage gegen McGee wurde später fallengelassen.
Die übrigen Angeklagten wurden der Verschwörung zum Verstoß gegen den Animal Enterprise Protection Act und den darauf aufgebauten Animal Enterprise Terrorism Act angeklagt. Jonas, Gazzola, Conroy und Harper wurden ebenso der Verschwörung zur Schikane mittels eines Telekommunikationsgerätes (des Sendens schwarzer Faxe) beschuldigt. Jonas, Gazzola, Conroy und der Kampagne SHAC USA wurde zudem Internetstalking vorgeworfen. Die Angeklagten wurden für schuldig befunden und vier von ihnen zu Haftstrafen zwischen drei und sechs Jahren sowie zur Zahlung einer gemeinsamen Entschädigungszahlung von 1.000.001 Dollar verurteilt.

### Operation Achilles (GB)
Im Mai 2007 wurde in Europa unter dem Namen Operation Achilles eine Polizeioperation gegen SHAC ins Rollen gebracht, die 700 Polizeibeamte in England, Amsterdam und Belgien beschäftigte.
Insgesamt wurden in Verbindung mit SHAC 32 Menschen verhaftet und sieben SHAC-Mitglieder, darunter Greg Avery, wurden der Erpressung für schuldig befunden.
Der Anklage zufolge sei ein Treffen im Jahr 2007 zwischen den Angeklagten von der Polizei abgehört worden und enthülle, dass SHAC in illegale Aktivitäten verwickelt sei. Die Anklage erklärte zudem, es gebe Beweise für einen direkten E-Mail-Kontakt zwischen SHAC, der Animal Liberation Front und der Animal Rights Militia.
Im Januar 2009 wurden sieben Aktivisten zu Haftstrafen zwischen vier und elf Jahren verurteilt.

## Kontroverse
Argumente von SHAC-Kritikern beziehen sich zum einen darauf, dass die Methoden der Kampagnen nicht funktionierten. HLS-Geschäftsführer Brian Cass erklärte, seit der Gründung von SHAC im Jahr 1999 habe HLS seine Aufträge verdoppelt. Auch wird angeführt, dass HLS angebe, die britischen Tierschutzgesetze zu beachten, die weltweit zu den strengsten im Hinblick auf Tierversuche gelten. Würde HLS in Großbritannien geschlossen, wird argumentiert, würde die Gesellschaft ihre Testlabors wahrscheinlich in andere Länder verlagern, die weniger strenge Gesetze haben. Beanstandet werden nicht zuletzt die Methoden von SHAC, die auf Grund falscher Informationen auch Unbeteiligte treffen können. Kritisiert werden zudem Spendensammlungen durch SHAC, da die Organisation nicht als gemeinnützig anerkannt ist und die Verwendung dieser Spenden nicht kontrolliert werden könne.
Fürsprecher der Kampagne führen hingegen an, dass diese angesichts des von HLS verursachten Leids nicht nur in ihren Methoden legitim, sondern auch effektiv sei und dass das Unternehmen HLS an den Rand des Ruins getrieben habe. Befürworter sprechen zudem hinsichtlich der Strafverfolgung von SHAC-Aktivisten von einer Kriminalisierung grundsätzlich legaler Kampagnenarbeit und berufen sich auf das Recht auf freie Meinungsäußerung. Dabei beziehen sie sich auf den Begriff Green Scare und versuchen eine Parallele zur Kommunistenverfolgung während der McCarthy-Ära in den USA zu ziehen. Die amerikanischen Strafverfolgungsbehörden betrachten das Vorgehen der Aktivisten dennoch als Ökoterrorismus.